# 圣依纳爵罗耀拉堂 (圣塞瓦斯蒂安)

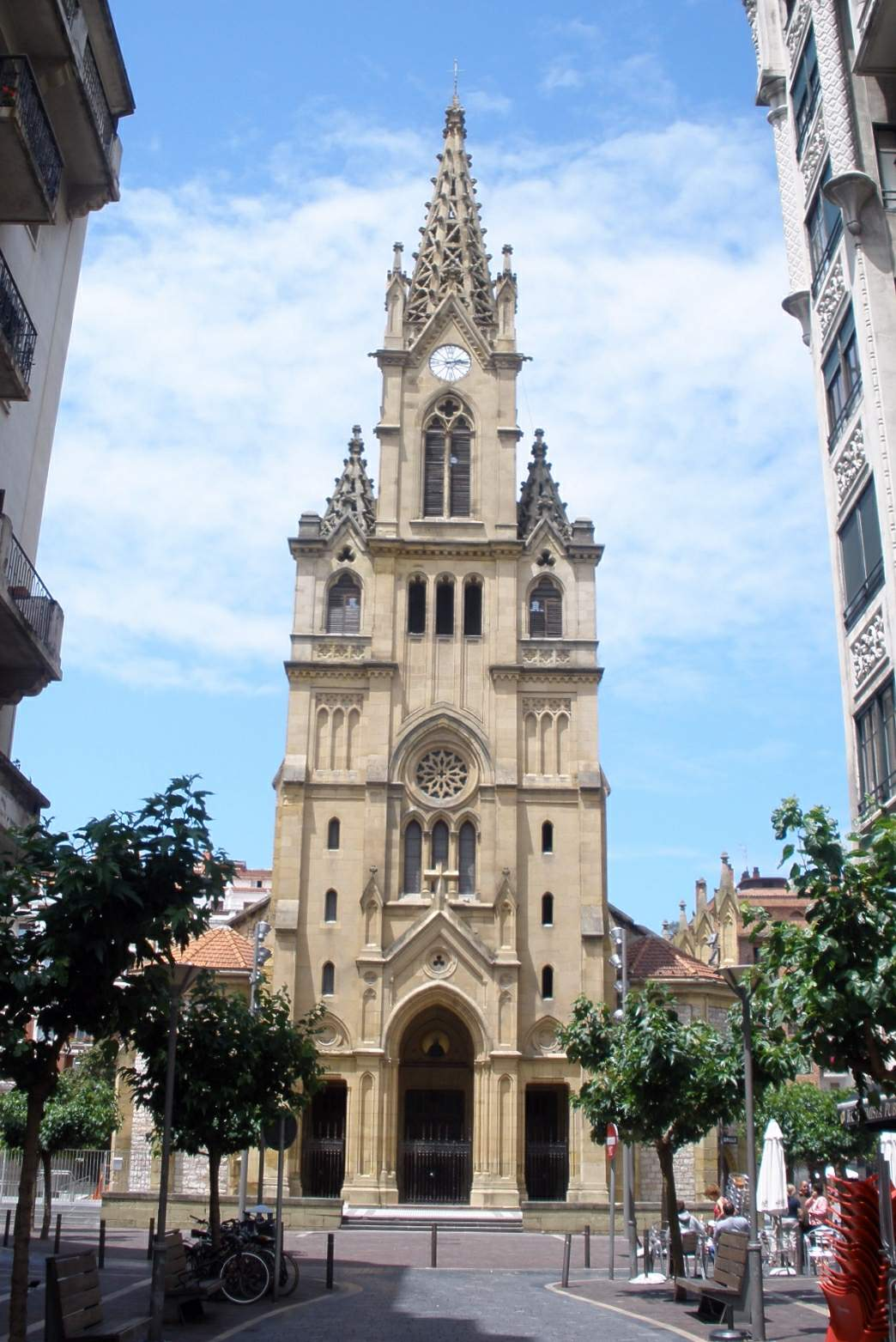

圣依纳爵罗耀拉堂（西班牙语：Iglesia de San Ignacio de Loyola）是一座罗马天主教堂区教堂，供奉圣依纳爵·罗耀拉，哥特复兴式建筑风格，位于西班牙巴斯克自治区吉普斯夸省城市圣塞瓦斯蒂安的格罗斯区（Gros）。该堂长43米，面积1200 m²，可容纳2000人。
圣依纳爵堂区成立于1883年，服务于由于城市的扩张而出现的新社区格罗斯。格罗斯建于1869年，土地由阿格达·格罗斯（Águeda Gros）无偿转让，托马斯·格罗斯（Tomás Gros）捐赠了建造所需的石头。
教堂建于1888-1897年，由建筑师何塞·戈伊卡·巴尔卡兹特吉（José Goicoa Barcaíztegui）设计，采用当时流行的新哥特式风格。该堂有三个中殿，每个分五个部分，但并没有遵循经典的拉丁十字平面。教堂在1897年开放，但钟楼到1928年才完成。堂内有丰富的装饰，包括各种各样的画作，描绘圣依纳爵·罗耀拉的生活场景、耶稣圣心像、曼达斯公爵本人的新文艺复兴建筑坟墓、花窗玻璃等。

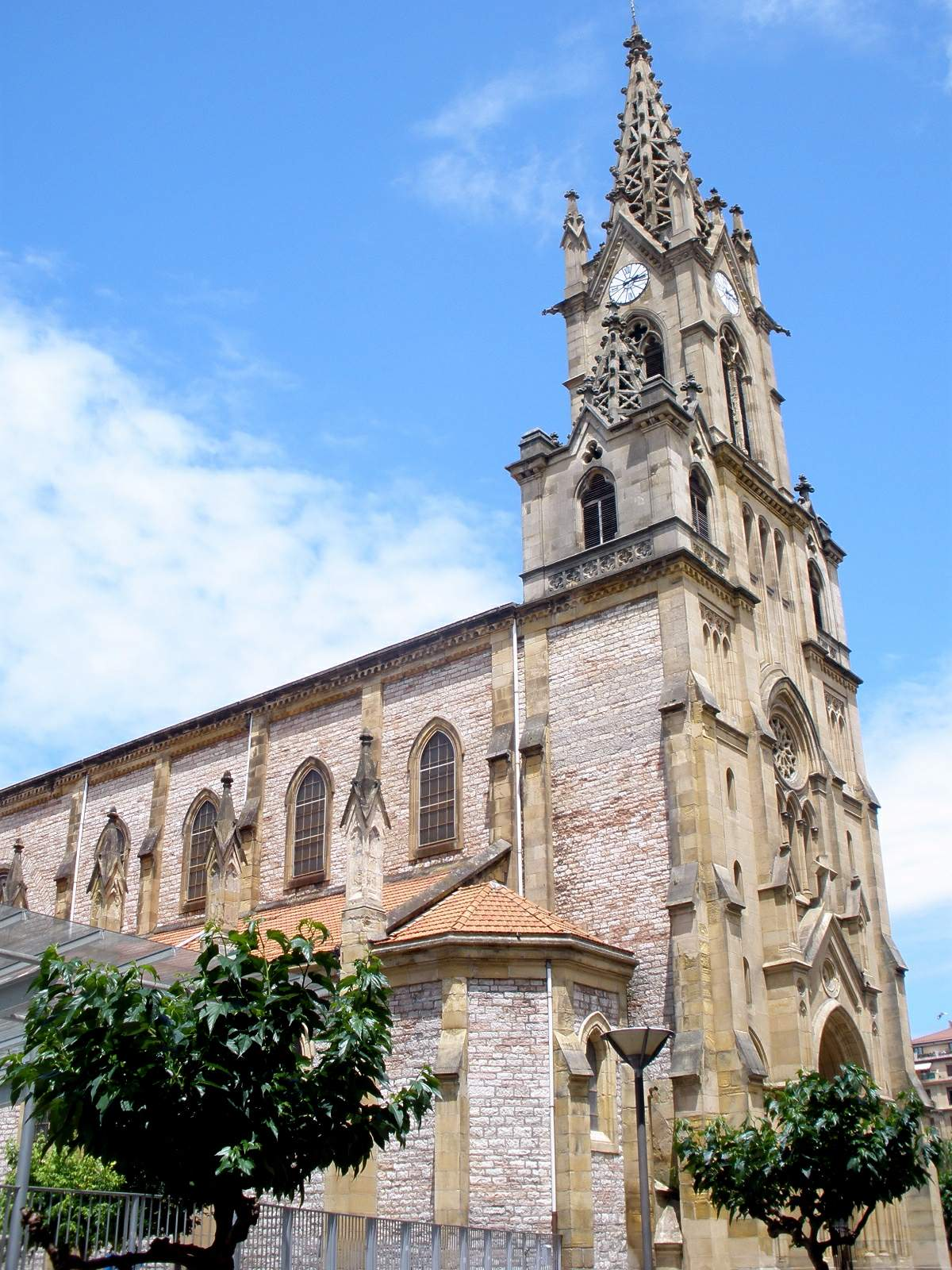
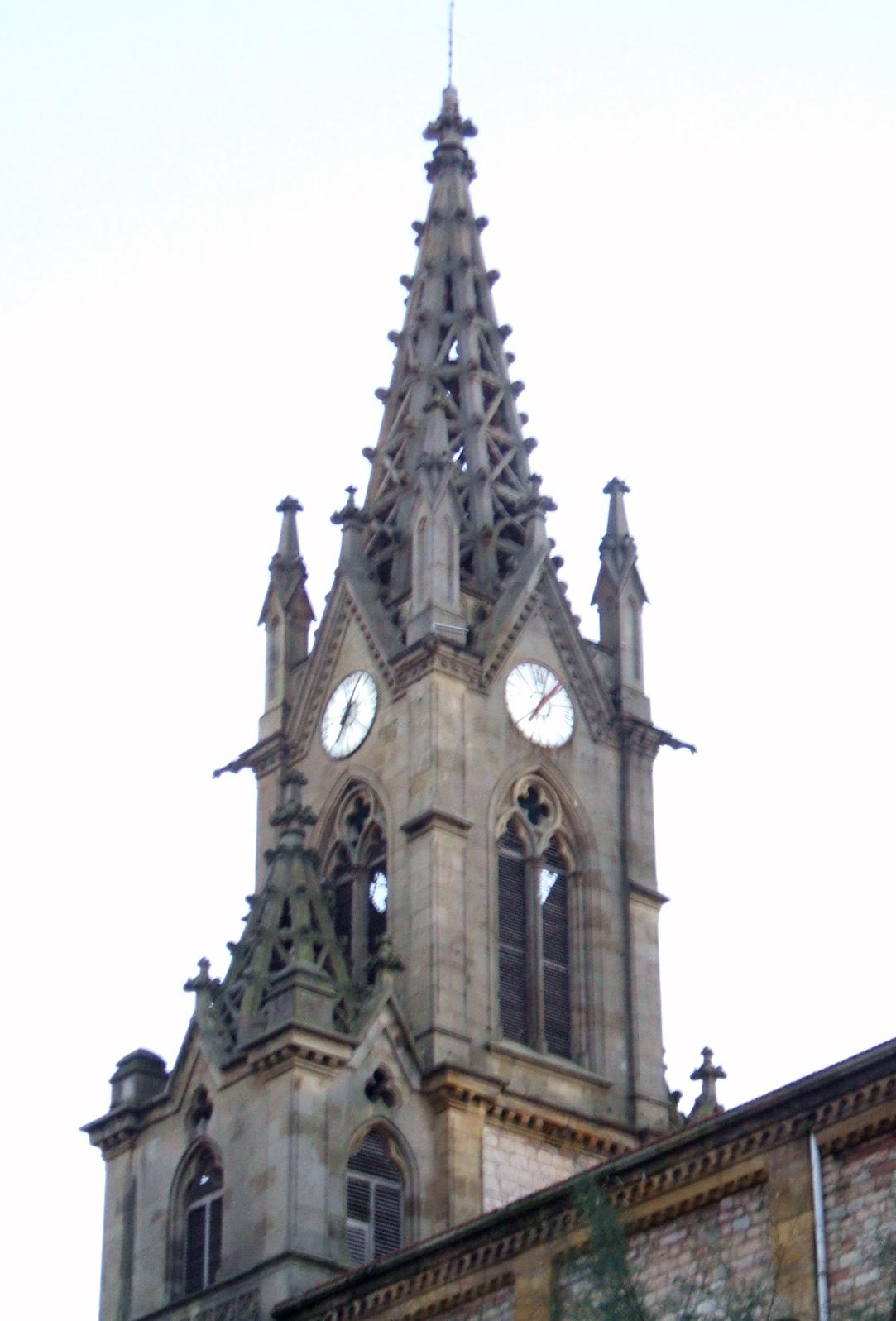
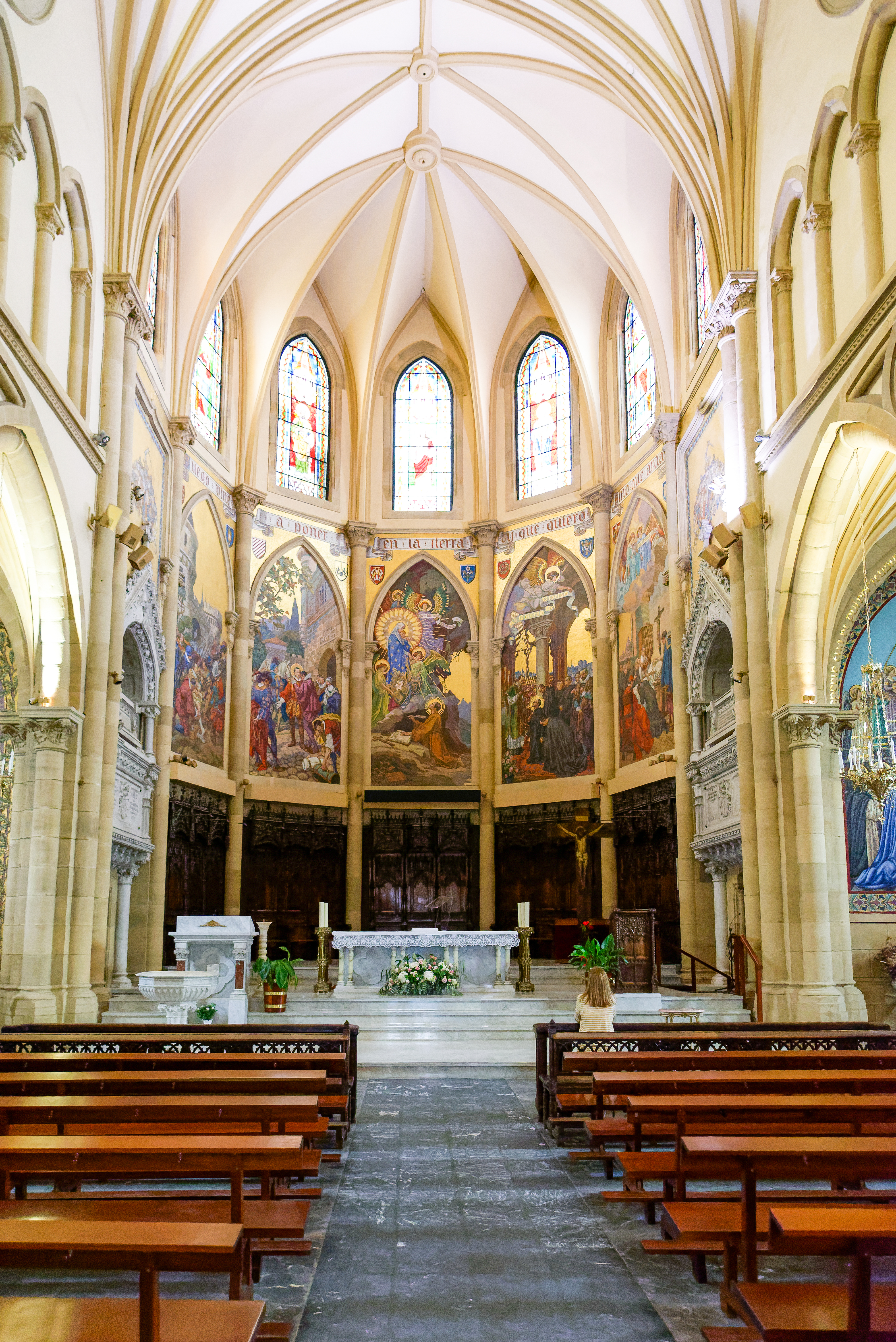
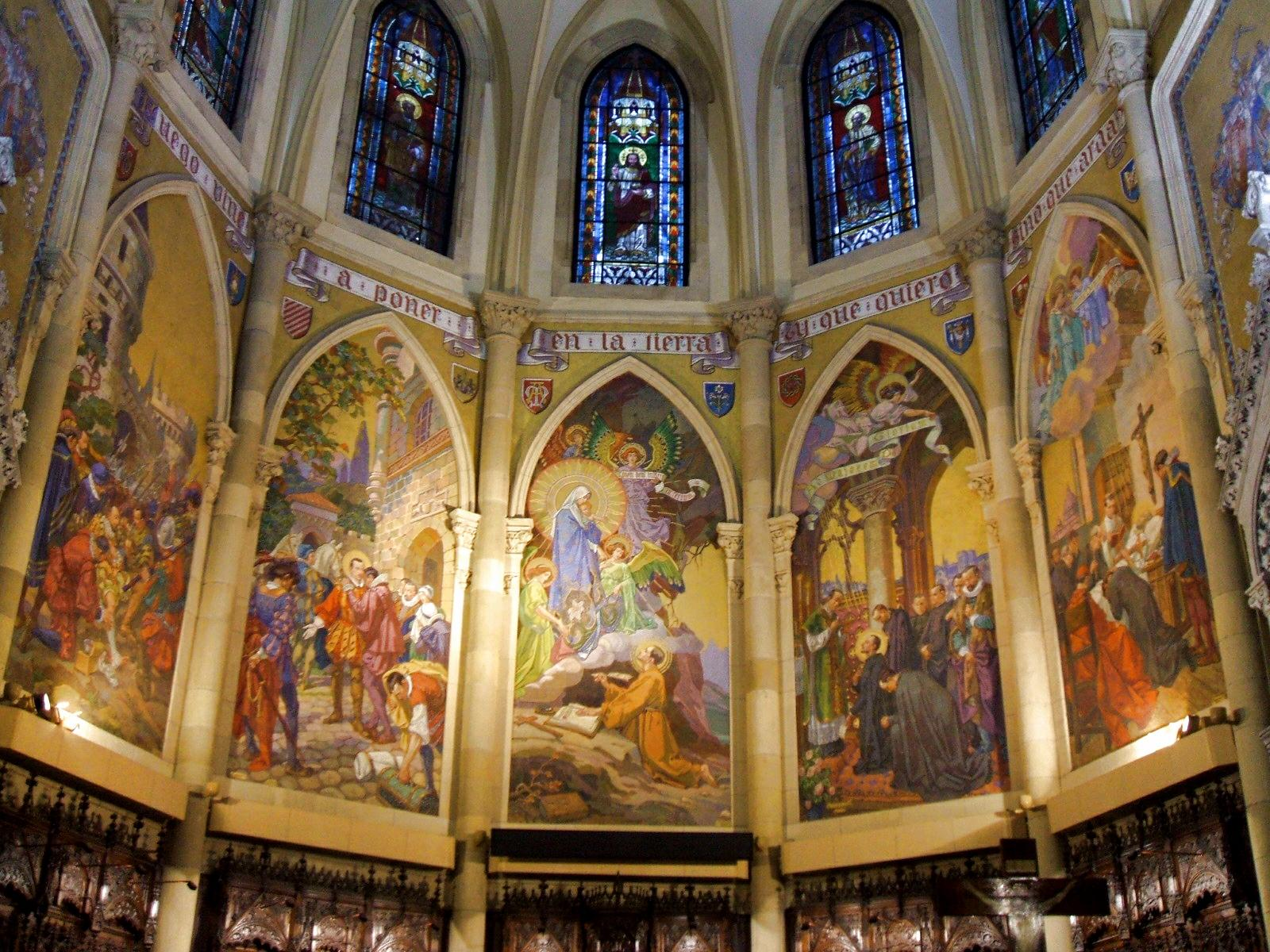
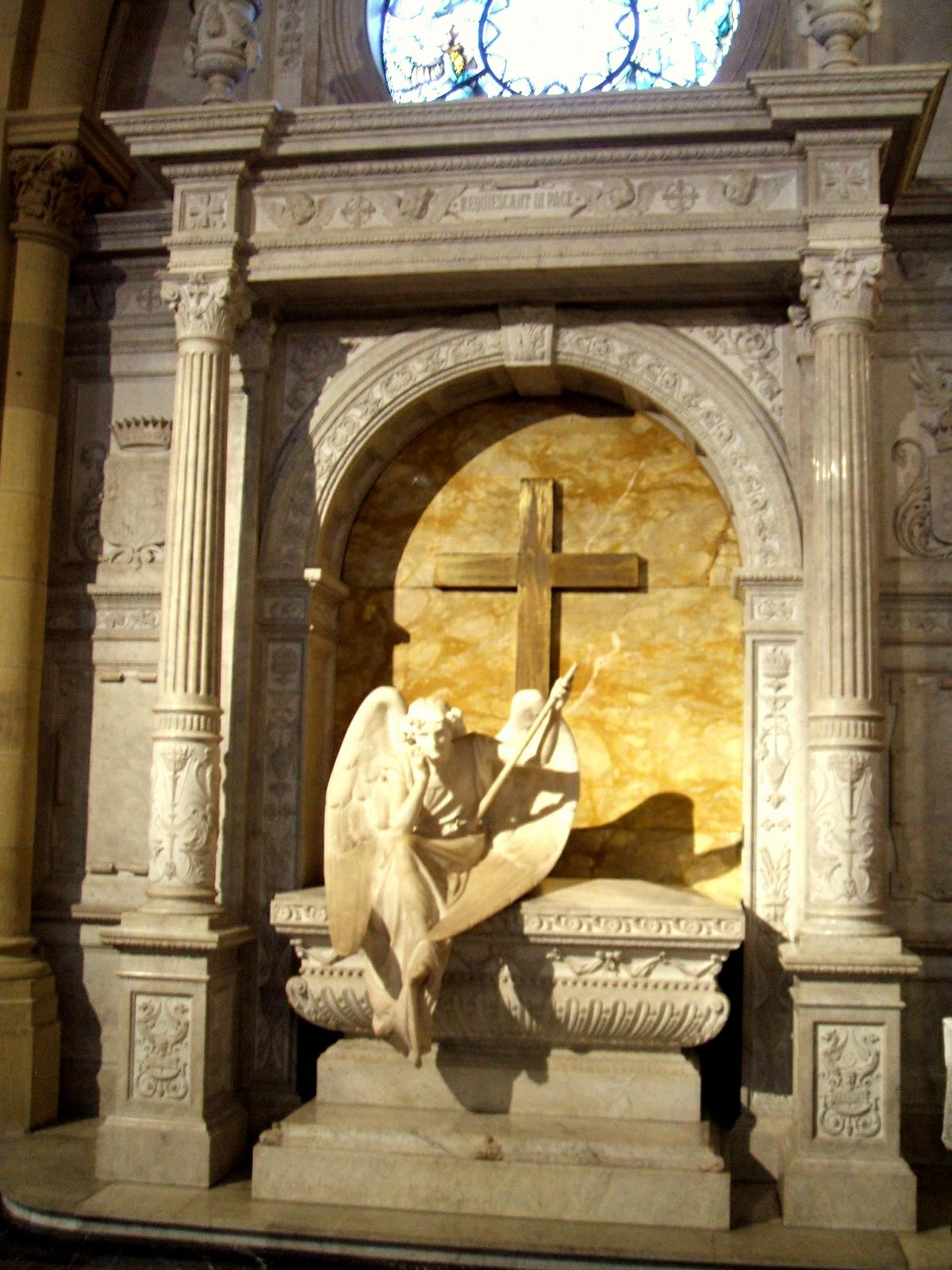